# Alouette raytal
Alaudala raytal
Espèce
Répartition géographique
Statut de conservation UICN

LC : Préoccupation mineure
L’Alouette raytal (Alaudala raytal), également appelée Alouette argentée, Alouette des sables, Alouette indienne, et Calendrelle des sables, est une espèce de passereaux de la famille des Alaudidae.

## Répartition et habitat
Cette espèce niche en Asie du Sud, de l'Iran à la Birmanie.

## Synonymes
- Alauda raytal (protonyme)
- Calandrella raytal

## Sous-espèces
- Alaudala raytal adamsi (Hume, 1871) ;
- Alaudala raytal raytal (Blyth, 1845) ;
- Alaudala raytal krishnakumarsinhji (Vaurie & Dharmakumarsinhji, 1954).